# 黒崎真音の2h
「A&G ARTIST ZONE 黒崎真音の2h」は、2010年10月7日から2011年12月29日まで文化放送超!A&G+で放送されていた、生放送番組。パーソナリティは黒崎真音、アシスタントは2011年9月まで増田俊樹、2011年10月から田中太郎

## 番組概要

### パーソナリティ
パーソナリティ
黒崎真音
アシスタント
増田俊樹（ - 2011年9月）
田中太郎（2011年10月 - 12月）

### 放送時間
2010年10月5日 - 2011年12月29日
月曜日 19:00 - 21:00（リピート放送：火曜日13:00 - 15：00）

## コーナー
ヲ嬢とダーマスに願いを… / ヲ嬢とダーマスに願いを・・・
リスナーから寄せられたムチャぶりに応える。
2011年9月29日（第52回）で終了。増田がアシスタントをする最後の回でもあるコーナー最終回では、増田限定の「ダーマスに願いを…」となった。
浜松町トキワ荘
擬人化イラストが得意な黒崎がリスナーから寄せられたお題のイラストを描く。
2011年9月29日（第52回）で終了。
浜松町トキワ荘 セカンドシーズン
「浜松町トキワ荘」とほぼ同じ内容。
2011年10月6日（第53回）開始。
まおんフォーラム
多趣味な黒崎が、興味を持っていることについて思う存分に語る。
2011年9月29日（第52回）で終了。
ヲ嬢vsダーマス 罰ゲームバトル
黒崎と増田が罰ゲームを掛けて、ゲームで対決する。
2011年6月2日（第35回）から2011年9月29日（第52回）まで。
妄想ゲーム工房
くじで選ばれた2つのワードを組み合わせたゲームタイトルがどのようなストーリーかを、黒崎がプレゼンする。
2011年6月2日（第35回）から2011年9月22日（第51回）まで。

## 単発出演者

### 代理パーソナリティ
- 第04回（2010年10月28日） - 川田まみの2h
黒崎が「Tokyo International Music Market アニメソングライブ in 品川ステラボール」出演のため、川田が担当
- 第14回（2011年01月06日） - ELISAの2h
- 第39回（2011年06月30日） - 川田まみとELISAの2h
- 第62回（2011年12月08日） - 南條愛乃の2h

### ゲスト
- 第02回（2010年10月14日） - 川田まみ
- 第05回（2010年11月04日） - ELISA
- 第17回（2011年01月27日） - 井口裕香
- 第19回（2011年02月10日） - 川田まみ
- 第27回（2011年04月14日） - IKU
- 第41回（2011年07月14日） - 吉岡亜衣加
- 第49回（2011年09月08日） - ELISA
- 第51回（2011年09月22日） - 流田Project